# Symbolisme anarchiste
Le symbolisme anarchiste permet de représenter les idéaux de l'anarchisme et du mouvement libertaire.

Le A cerclé en avril 1964 en couverture du [https://redeslibertarias.com/wp-content/uploads/2024/04/a-cir-1.webp?w=725 Bulletin des Jeunes Libertaires

Le A cerclé de l'Anti-Fascistische Aktie

Le symbole de la Fédération Régionale espagnole de l'Association internationale des travailleurs.

## «A» cerclé
Il s’agit d’un « A » majuscule entouré d’un cercle. Les extrémités du caractère typographique touchent ou débordent largement du cercle notamment lors de graffitis. Le A représente la première lettre du mot anarchisme dans de nombreuses langues, ce qui en fait un symbole internationalement reconnaissable facilement.
Pour les auteurs de l’ouvrage « A cerclé, histoire véridique d’un symbole », ce signe remonte à 1964. Le symbole est proposé par Tomás Ibáñez et René Darras, en avril 1964, dans le Bulletin des Jeunes Libertaires, « à l'ensemble du mouvement anarchiste », comme projet de signe de ralliement. Afin de « trouver un moyen plus pratique et rapide de minimiser le temps et la longueur de signature sous les textes et slogans ». Un symbole aussi rapidement identifiable que la croix, la croix gammée ou la faucille et le marteau. Le A cerclé a l’avantage d’être plus facilement exécutable. Il faut cependant attendre l’après Mai 68 pour qu’il se répande et que son utilisation se généralise dans le monde entier. Certains rapprochent ce symbole de la phrase de Prouhon "L'anarchie c'est l'ordre sans le pouvoir", le cercle pouvant alors être interprété comme le "O" de ordre.

## Du drapeau rouge au drapeau noir

Le drapeau noir est le symbole anarchiste traditionnel.

Le mouvement anarchiste voit le jour, en tant que composante du mouvement ouvrier dès sa naissance dans les années 1840. Le mouvement se structure petit à petit, et en 1864 naît à Londres l'Association internationale des travailleurs (AIT), dont l'emblème est le drapeau rouge.
Toutefois, des tensions apparaissent entre « anarchistes » d'un côté (dont le représentant le plus connu est Bakounine) et de l'autre les socialistes appelés « autoritaires » par les premiers (dont le représentant le plus connu est Marx). Après l'écrasement de la Commune de Paris en 1871, le drapeau rouge est interdit par la jeune République française restaurée. Par ailleurs la scission entre « anarchistes » et « marxistes » est consommée au congrès de l'AIT en 1872. L'AIT va, petit à petit, disparaître dans les années qui suivront (jusqu'à sa réapparition en 1922, regroupant les anarcho-syndicalistes partisans d'une rupture avec tous les mouvements politique).
Mais les anarchistes continuent leur combat contre l'injustice et pour la liberté. Le drapeau noir a fait sa première apparition « officielle » dans la manifestation des sans-travail aux Invalides à Paris, le 9 mars 1883, lors d’un meeting organisé par le syndicat des menuisiers. Louise Michel y arbore, pour la première fois, un drapeau improvisé, à partir d’un vieux jupon noir fixé sur un manche à balai. (lire La défense du drapeau noir qu’elle fit lors de son procès)
Le journal Le Drapeau noir, apparu en 1883, est l'une des premières publications du mouvement à utiliser le noir comme symbole. L’éditorial du premier numéro explique qu’ils se sont « inspirés de l’histoire locale de la ville de Lyon, car c’est sur les hauteurs de la Croix-Rousse et à Vaise que les travailleurs, poussés par la faim arborèrent, pour la première fois, ce signe de deuil et de vengeance et en firent ainsi l’emblème des revendications sociales. » Le nom du groupe anarchiste londonien fondé en juillet 1881 est Black International.
Lors de la révolution russe de 1917, le groupe de Nestor Makhno est plus connu sous le nom d’« armée noire ». Leur drapeau est noir jusqu'à leur chute face à l'Armée rouge. Emiliano Zapata, un révolutionnaire mexicain des années 1910, utilise le drapeau noir imprimé d'un crâne et d'os croisés ainsi qu'une image de la Vierge Marie. Son slogan est Tierra y Libertad (« Terre et Liberté »). En 1925, les anarchistes japonais créent la Black Youth League (Ligue noire de la jeunesse). Enfin, en 1945, ce dernier appelle son journal Kurohata (« Drapeau noir »).
Plus récemment, lors des manifestations de Mai 1968, des étudiants parisiens adoptent ce même drapeau noir, également orné de rouge. À Nantes, les drapeaux noirs seront dans les manifestations (sauf quand le 14 mars, les syndicats et organisations ont pour seule exigence : « Pas de gourdins et pas de drapeau noir ».) ; sur la place Royale alors rebaptisée « place du Peuple ». Ils ne seront décrochés de la faculté que le 2 juillet 1968. La même année, ce même drapeau est utilisé par le groupe Students for a Democratic Society (« Étudiants pour une société démocratique ») à l'occasion de leur convention nationale. À la même époque, un groupe anglais crée son journal, également appelé Black Flag, qui existe toujours aujourd'hui.

## Chat noir

Logo de la CNT.

Le chat noir, représenté hérissé et toutes griffes dehors, est également associé à l'anarchisme, en particulier avec l'anarcho-syndicalisme. Il a été représenté par Ralph Chaplin, figure de premier plan dans les Industrial Workers of the World (IWW). Comme son attitude agressive le suggère, le chat — appelé en anglais wild cat — évoque  des idées telles que des grèves sauvages (wild cat strike en anglais), sabotage et syndicalisme radical. Il est assez largement revendiqué par les mouvements anarchistes comme un symbole historique du sabotage.
Au début du XXe siècle les IWW ont pris par symbole le chat noir et les sabots. Ce symbole prendrait sa source aux grandes grèves de 1906 pendant lesquelles les ouvriers français glissaient leurs sabots dans les machines pour les faire dérailler, ce qui donnera dans plusieurs langues le mot "sabotage".
Ce chat noir est de nos jours le symbole de la CNT (Confédération nationale du travail) et de la AIT - Association internationale des travailleurs).
Le chat est utilisé comme symbole contraire du chien, défenseur de l'ordre. Inversement, le chat noir symbolise la désobéissance et l'indépendance. Le chat anarchiste n'est pas non plus un chat domestique : il est maigre et efflanqué. Enfin, c'est un chat combattif, son poil est hérissé et il hurle. Hêla Jalel conclut : « L'Anarchat se réfère ainsi au Mal, au Malin, au Diable, mais c'est pour mieux montrer qu'il se place du côté d'un monde à l'envers, prohibé, contraire à l'ordre social du monde à l'endroit des inégalités sociales qui, de fait, est le vrai monde à l'envers qu'il faut absolument renverser pour instaurer la liberté et la coopération égalitaire. »

## Autres symboles anarchistes
Le A cerclé et le drapeau noir sont les symboles les plus connus de l’anarchisme. Néanmoins, un certain nombre de groupes développent leurs propres symboles.
À la place du noir, les provos de Hollande choisissent la couleur blanche pour leurs vêtements et les vélos qu'ils offrent à Amsterdam.
Le groupe Jeunesse anarcho-communiste (JAC), proche du collectif Noir et Rouge, actif dans le milieu des années soixante et qui s'exprima à travers le bulletin Arcane, avait adopté comme symbole le trident inversé, qui représentait le chiffre "1", référence à la Première Internationale. Ce symbole fut repris par les jeunesses de la CNT-AIT lors des évènements de Mai 1968[réf. nécessaire]
Certaines organisations communistes libertaires ont également adopté comme emblème un oiseau : tangara scarlate pour la Fédération anarchiste de Rio de Janeiro, ou merle noir et rouge pour l'Union communiste libertaire .

### Drapeau rouge et noir

Le drapeau rouge et noir est le symbole de l’anarcho-syndicalisme, du socialisme libertaire et du communisme libertaire. Il associe la couleur du mouvement ouvrier et celle de l’anarchisme et serait apparu pour la première fois le 1er mai 1931 à Barcelone. Son utilisation fut ensuite propulsée à travers le monde par la renommée de la Révolution espagnole de 1936 .
Le drapeau rouge et noir est aujourd'hui utilisé en France notamment par la Confédération nationale du travail et l'Union communiste libertaire, la Fédération anarchiste s'en tenant au traditionnel drapeau noir.

### Drapeau violet et noir

Ce drapeau découpé en diagonale est composé d'une partie violette et d'une partie noire, il symbolise l'anarcha-féminisme.

### Drapeau vert et noir

Cette bannière divisée en diagonale est composée d'une partie verte et d'une partie noire, il symbolise l'écologie libertaire, le vert étant le symbole international des revendications écologistes.

### Drapeau bleu et noir

Ce drapeau symbolise l'anarcho-transhumanisme, courant politique anticapitaliste souhaitant allier le transhumanisme à la pensée anarchiste et libertaire. Selon William Gillis, un penseur et militant de ce courant, l'idée principale et le but éthico-politique derrière l'anarchisme transhumaniste est que « nous devrions viser à étendre nos libertés physiques autant que nous visons à étendre nos libertés sociales. »
L'anarcho-transhumanisme est parfois abrégé par le symbole : "aH+". Cet acronyme signifie ceci : le « a » représente l'Anarchie, tandis que le « H+ » représente « l'Humain augmenté » (un concept du transhumanisme).
Les couleurs de l'anarcho-transhumanisme sont généralement représentées par une alliance entre le bleu et le noir. Le noir symbolise l'Anarchie, tandis que le bleu peut représenter le ciel, l'avenir, le futur, l'horizon lointain et l'infini.

### Croix noire

Le symbole traditionnel de l'Anarchist Black Cross.

À l'origine, le groupe Anarchist Black Cross (ou ABC) milite pour la suppression des prisons. Il soutient les prisonniers politiques. L'origine de la Croix Noire Anarchiste est la Croix Rouge Anarchiste, crée au début du XXe siècle pour venir au secours des prisonniers politiques et notamment anarchistes sous la Russie tsariste. Dans les années 1920, pour ne pas être confondue avec « la Croix-Rouge internationale » (ce qui soulagea bien le CICR) et peut-être aussi afin de rompre avec la couleur du socialisme conquérant, la Croix-Rouge Anarchiste se fit noire et choisit pour acronyme, ABC – Anarchist Black Cross.

### Anarchisme chrétien

À la façon du symbole anarchiste classique, celui de l'anarchisme chrétien est la lettre alpha (A) placée à l'intérieur de la lettre oméga (Ω).
Les lettres alpha et oméga, commencement et fin de l’alphabet, (AΩ) sont le symbole de Dieu.

« Je suis l'alpha et l'oméga, le premier et le dernier, le commencement et la fin. »

— Apocalypse. 22:13

« Je suis le premier et je suis le dernier, et hors moi il n'y a point de Dieu. »

— Livre d'Isaïe 44:6
L'Église primitive chrétienne utilise fréquemment le symbole de l'alpha et oméga en les gravant sur les lampes à huile, ou aux côtés des chrismes. Aujourd'hui, certains mouvements chrétiens comme les Jesus Freaks utilisent ce symbole.